# Schuttrange
Schuttrange (Luxemburgs: Schëtter, Duits: Schüttringen) is een gemeente in het Luxemburgse Kanton Luxemburg.
De gemeente heeft een totale oppervlakte van 16,1 km² en telde 3407 inwoners op 1 januari 2007.
Iets buiten het dorp Schrassig in deze gemeente bevindt zich de enige gevangenis van Luxemburg.

## Zie ook

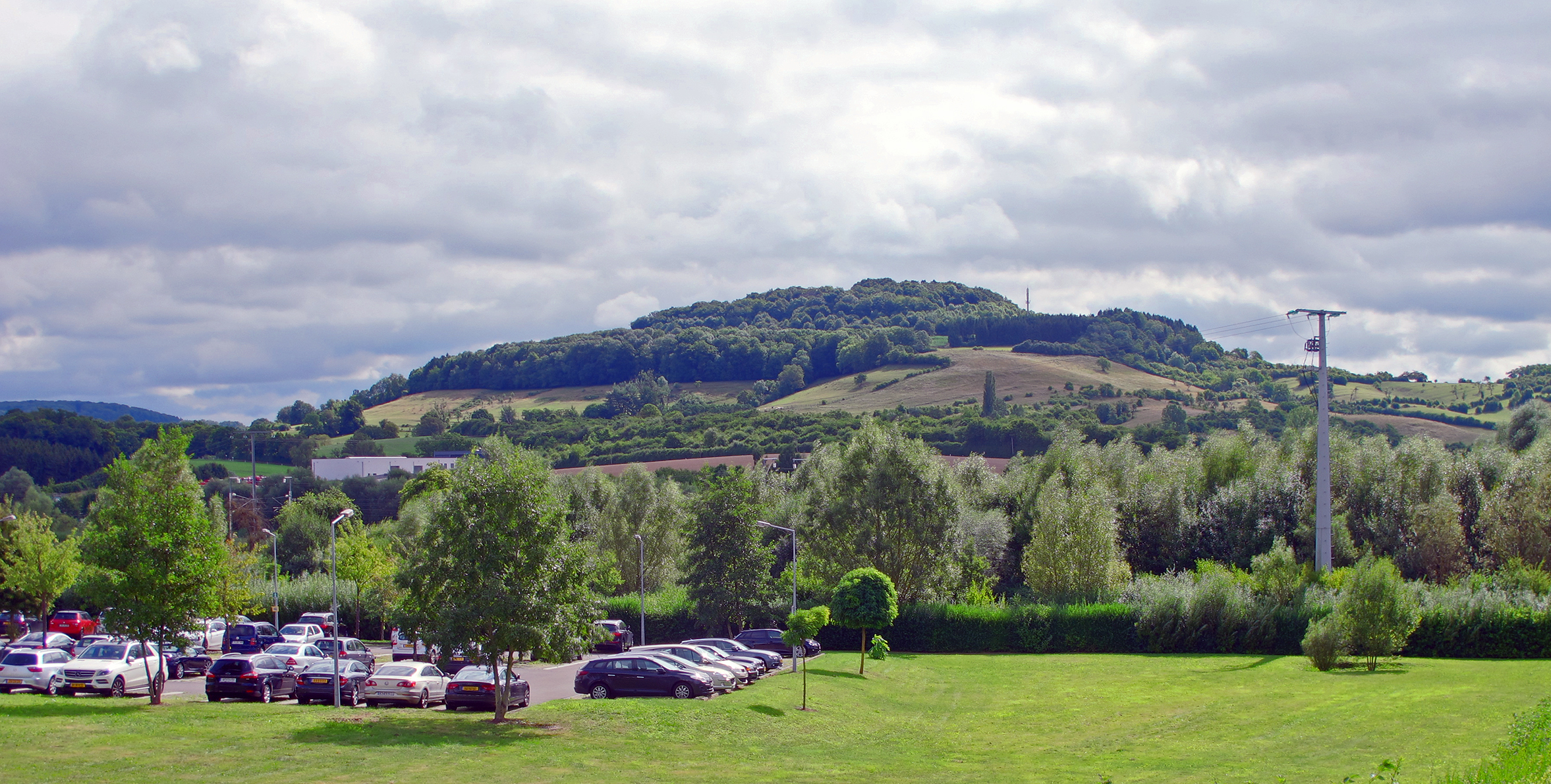
De Krékelsbierg op de grens van de gemeenten Betzdorf en Schuttrange

## Plaatsen in de gemeente
- Münsbach
- Neuhaeusgen
- Schrassig
- Schuttrange
- Uebersyren

## Evolutie van het inwoneraantal
| Jaar                              | 2001 | 2002 | 2003 | 2004 | 2005 |
| --------------------------------- | ---- | ---- | ---- | ---- | ---- |
| Inwoneraantal                     | 3258 | 3256 | 3246 | 3288 | 3291 |
| Opmerking: tellingen op 1 januari |      |      |      |      |      |